# Hunter Reese
Hunter Reese (* 11. Januar 1993 in Kennesaw, Georgia) ist ein US-amerikanischer Tennisspieler.

## Karriere
Hunter Reese spielt hauptsächlich auf der ATP Challenger Tour und der ITF Future Tour. Auf der Challenger Tour gewann er sein erstes Turnier im Doppel in Knoxville im Jahr 2014. Sein Debüt auf der ATP World Tour gab er 2014 bei den US Open, wo er zusammen mit Peter Kobelt eine Wildcard erhielt, jedoch in der ersten Runde an Michaël Llodra und Nicolas Mahut scheiterte. Reese hat zwölf Challenger-Titel gewonnen.

## Erfolge
| Legende (Anzahl der Siege)  |
| Grand Slam                  |
| ATP World Tour Finals       |
| ATP World Tour Masters 1000 |
| ATP World Tour 500          |
| ATP World Tour 250          |
| ATP Challenger Tour (12)    |

### Doppel

#### Turniersiege
| Nr. | Datum              | Turnier       | Belag         | Partner           | Finalgegner                         | Ergebnis           |
| --- | ------------------ | ------------- | ------------- | ----------------- | ----------------------------------- | ------------------ |
| 1.  | 9. November 2014   | Knoxville (1) | Hartplatz (i) | Miķelis Lībietis  | Gastão Elias Sean Thornley          | 6:3, 6:4           |
| 2.  | 22. April 2018     | Sarasota      | Sand          | Evan King         | Christian Harrison Peter Polansky   | 6:1, 6:2           |
| 3.  | 15. September 2018 | Cary          | Hartplatz     | Evan King         | Fabrice Martin Hugo Nys             | 6:4, 7:66          |
| 4.  | 22. Juni 2019      | Fargʻona      | Hartplatz     | Evan King         | Nikola Čačić Yang Tsung-hua         | 6:3, 5:7, [10:4]   |
| 5.  | 26. September 2020 | Sibiu         | Sand          | Jan Zieliński     | Robert Galloway Hans Hach Verdugo   | 6:4, 6:2           |
| 6.  | 15. Mai 2021       | Zagreb        | Sand          | Evan King         | Andrei Golubew Alexander Nedowessow | 6:2, 7:64          |
| 7.  | 22. Mai 2021       | Oeiras        | Sand          | Sem Verbeek       | Sadio Doumbia Fabien Reboul         | 4:6, 6:4, [10:7]   |
| 8.  | 4. Juni 2022       | Posen         | Sand          | Szymon Walków     | Marek Gengel Adam Pavlásek          | 1:6, 6:3, [10:6]   |
| 9.  | 23. Juli 2022      | Indianapolis  | Hartplatz (i) | Hans Hach Verdugo | Purav Raja Divij Sharan             | 7:63, 3:6, [10:7]  |
| 10. | 12. November 2022  | Knoxville (2) | Hartplatz (i) | Tennys Sandgren   | Martin Damm Mitchell Krueger        | 6:74, 7:63, [10:5] |
| 11. | 9. März 2024       | Kigali        | Sand          | Thomas Fancutt    | S. D. Prajwal Dev David Pichler     | 6:1, 7:5           |
| 12. | 23. März 2024      | Mérida        | Sand          | Thomas Fancutt    | Boris Kozlov Stefan Kozlov          | 7:5, 6:3           |

#### Finalteilnahmen
| Nr. | Datum         | Turnier   | Belag     | Partner     | Finalgegner                  | Ergebnis         |
| --- | ------------- | --------- | --------- | ----------- | ---------------------------- | ---------------- |
| 1.  | 24. Juli 2021 | Los Cabos | Hartplatz | Sem Verbeek | Hans Hach Verdugo John Isner | 7:5, 2:6, [4:10] |

## Abschneiden bei Grand-Slam-Turnieren

### Doppel
| Turnier         | 2014 | 2015 | 2016 | 2017 | 2018 | 2019 | 2020 | 2021 | 2022 | 2023 | Karriere |
| --------------- | ---- | ---- | ---- | ---- | ---- | ---- | ---- | ---- | ---- | ---- | -------- |
| Australian Open | —    | —    | —    | —    | —    | —    | —    | —    | —    | 1    | 1        |
| French Open     | —    | —    | —    | —    | —    | —    | —    | —    | 2    | —    | 2        |
| Wimbledon       | —    | —    | —    | —    | —    | —    |      | —    | 1    | —    | 1        |
| US Open         | 1    | —    | —    | —    | —    | 2    | —    | AF   | 1    | —    | AF       |